# غرة رضا (مناخة)

تعديل مصدري - تعديل

غرة رضا هي إحدى قرى عزلة المغارب العليا بمديرية مناخة التابعة لمحافظة صنعاء، بلغ تعداد سكانها 140 نسمة حسب تعداد اليمن لعام 2004.